# Wolfgang Leidhold

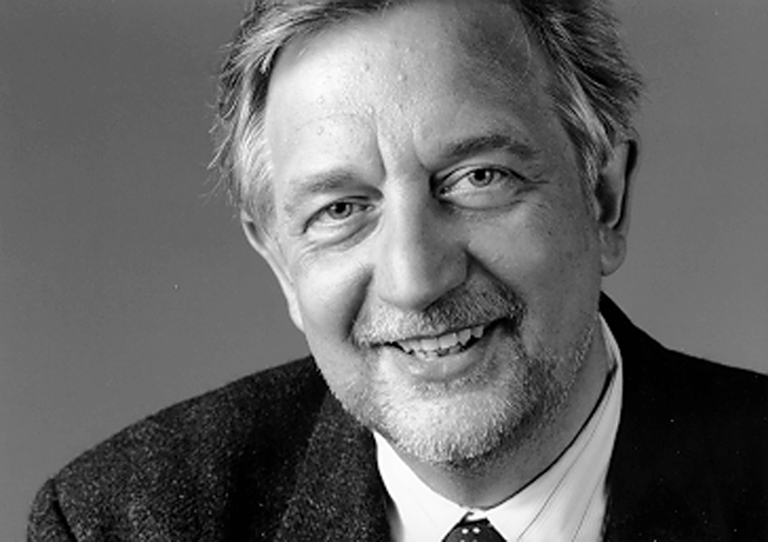
Wolfgang Leidhold (2007)

Wolfgang Leidhold (* 12. Dezember 1950 in Dortmund) ist ein deutscher Politikwissenschaftler, Philosoph und Künstler. Er arbeitet als ordentlicher Professor an der Wirtschafts- und Sozialwissenschaftlichen Fakultät der Universität zu Köln mit den Schwerpunkten Politische Theorie und Ideengeschichte. Das Spektrum seiner Arbeit reicht vom Paläolithikum bis zur Gegenwart. Seit den 1980er Jahren erforscht er die Geschichte der Erfahrung und ihrer Transformationen. Die Ergebnisse seiner Forschung veröffentlichte er in The History of Experience: A Study in Experiential Turns and Cultural Dynamics from the Paleolithic to the Present Day (New York, NY, 2023). Der Schwerpunkt seiner künstlerischen Arbeit liegt in der Malerei und Zeichnung. Seine Werke wurden in den USA und in Deutschland ausgestellt.

## Biographie

### Akademische Karriere

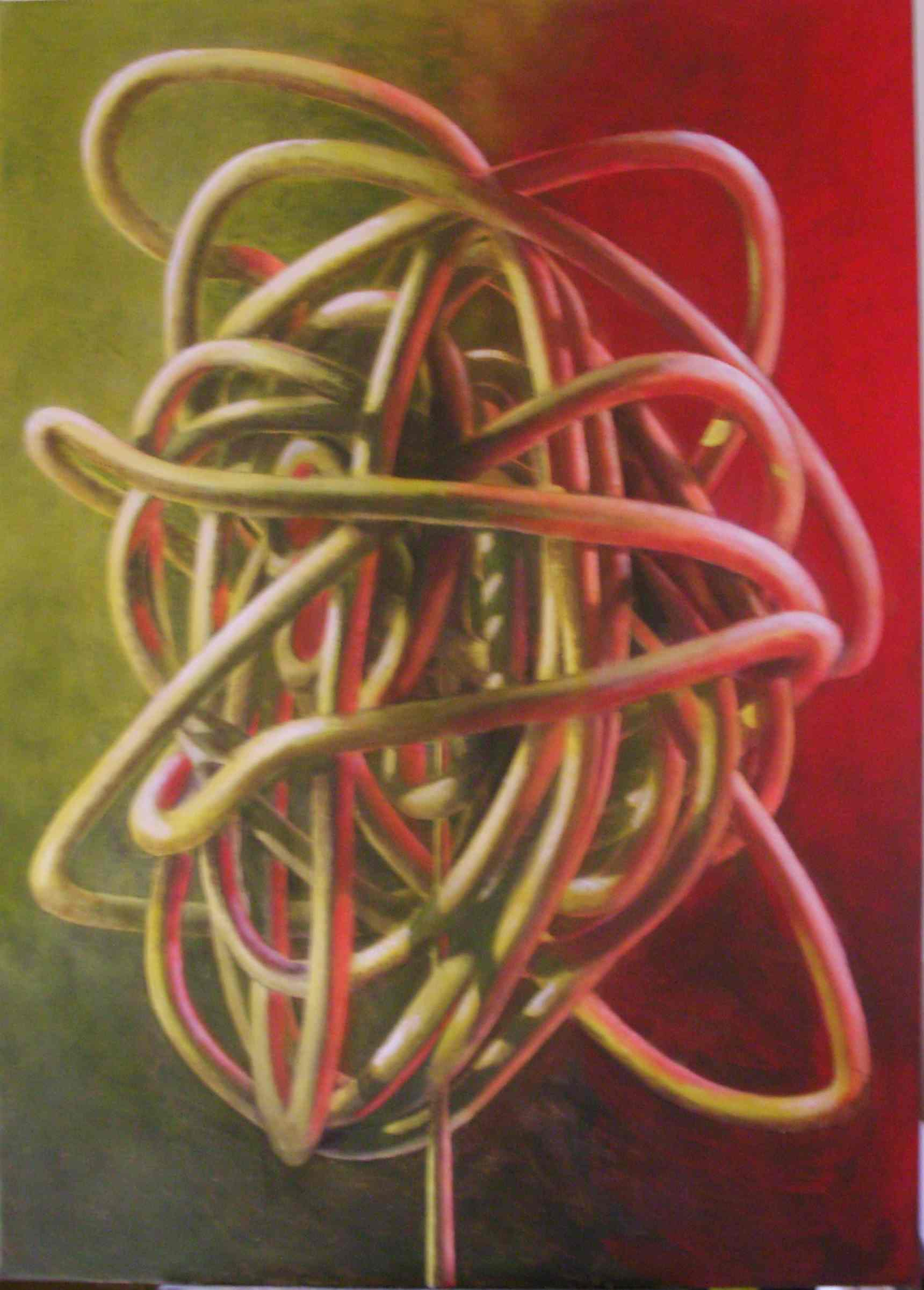
Knoten IV

Leidhold studierte Sozialwissenschaften, Philosophie und Ostasienwissenschaften an der Ruhr-Universität in Bochum. Zu seinen Lehrern zählten Norbert Elias, Günter Gawlick, Jürgen Gebhardt, Leo Koffer, Eric Voegelin und Peter Weber-Schäfer. Nach seinem Magisterabschluss mit einer Arbeit über René Descartes (unveröffentlicht) und einem Studienaufenthalt an der Stanford University in Kalifornien promovierte er 1982 mit einer Arbeit über „Ethik und Politik bei Francis Hutcheson“. Von 1978 bis 1989 war er Akademischer Rat an der Universität Erlangen und lehrte politische Philosophie, Ideengeschichte und internationale Beziehungen.
In den 1980er Jahren konzentrierte sich Leidhold insbesondere auf Sicherheitspolitik, vor allem in Zusammenarbeit mit der Stiftung Wissenschaft und Politik (SWP). Gefördert von der Fritz-Thyssen-Stiftung (Köln) initiierte er ein Projekt über die pazifische Inselregion und internationale Sicherheit (1986–1988). Während dieser Zeit arbeitete er u. a. als Forschungsstipendiat (research fellow) am Center for Strategic and International Studies (CSIS) der Georgetown University in Washington, D.C., unter der Leitung von Ray Cline. Später war er mit dem East-West-Center und der University of Hawaii verbunden. Längere Forschungsreisen führten ihn in die pazifische Inselstaaten, nach Australien und Neuseeland. Dies lieferte die empirische Grundlage für seine Monographie „Crisis Under the Southern Cross. Die pazifische Inselregion und die internationale Sicherheit“. Mit dieser Arbeit habilitierte sich Leidhold für das Fach Politikwissenschaft.
Von 1991 bis 1991 arbeitete Leidhold als Lehrstuhlvertretung am Eric-Voegelin-Lehrstuhl des Geschwister-Scholl-Instituts der Universität München und am Lehrstuhl für Internationale Beziehungen an der Universität Eichstätt. Seit 1992 ist er ordentlicher Professor für Politikwissenschaft an der Universität zu Köln mit der Schwerpunkten politische Theorie und Ideengeschichte. Die Erforschung der Erfahrungsstruktur und ihrer historischen Entwicklung vom Paläolithikum bis zur Gegenwart ist seither sein Schwerpunkt. Neben zahlreichen anderen Forschungsprojekten initiierte und konzipierte er 1997 ILIAS, eine weltweit verbreitete Open-Source-Lernplattform. Sein Engagement für dieses Projekt wurde 2015 mit dem ILIAS-Ehrenpreis gewürdigt.
Aktuell beschäftigt er sich mit dem Zusammenhang von Erfahrung und Ökologie sowie der Entwicklung eines trans-humanen ökologischen Ethos.
Die Festschrift zum Thema „Experience“ (2021) verdeutlicht die internationale Wirkung von Leidholds Ideen.

### Künstlerische Karriere

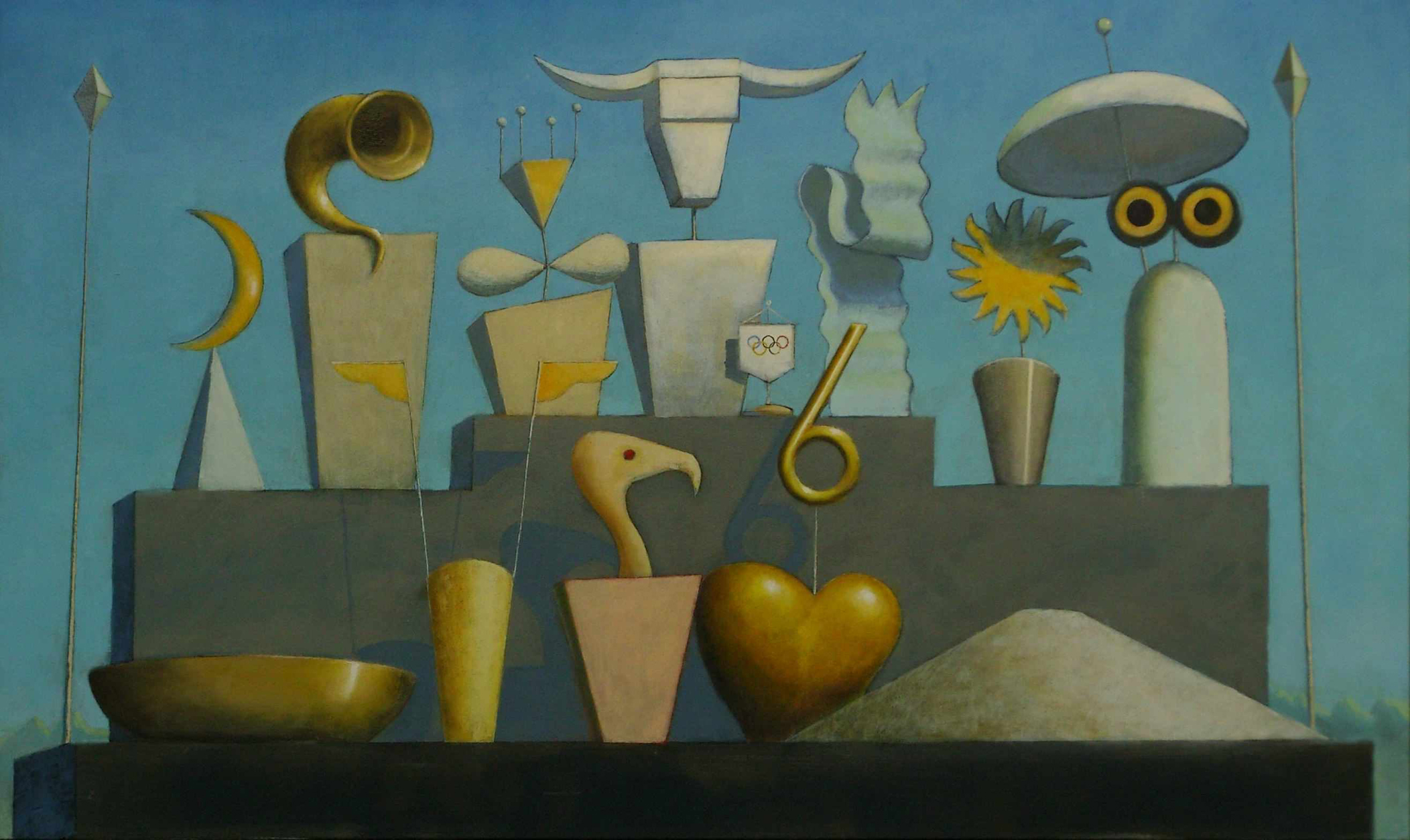
Zeus Olympisches Komitee

Parallel zu seiner wissenschaftlichen Ausbildung studierte Leidhold von 1972 bis 1975 Malerei und Zeichnen in der Klasse von Hans-Jürgen „Hänner“ Schlieker (1924–2004) an der Abteilung Bildende Kunst der Ruhr-Universität Bochum (Musisches Zentrum, MZ).
Im Jahr 2010 aus das Chelsea Art Museum in New York City Leidhold ein, im darauffolgenden Jahr eine Einzelausstellung mit dem Titel „Knots and Other Stories“ (4. März 2011 – 2. April 2011) zu präsentieren. Seine Arbeiten zeigen namhaften Galerien in den USA und Deutschland.
Darüber hinaus unterstützt er die in New York ansässige Boris Lurie Art Foundation als Berater bei der Förderung des jüdischen Künstlers Boris Lurie (1924–2008). Er initiierte und koordinierte zwei Einzelausstellungen von Boris Luries Kunstwerken im NS-Dokumentationszentrum in Köln (2014) und im Jüdischen Museum in Berlin (2016).

## Werk

### Internationale Sicherheit
Im Bereich der internationalen Beziehungen konzentrierte sich Leidhold auf militärische Aspekte der Sicherheitspolitik, insbesondere in Europa und im asiatisch-pazifischen Raum. Darüber hinaus entwickelte er das Planspiel „Politik und internationale Sicherheit“ (POLIS) als Lehrmittel, das die Interdependenz von politischen, wirtschaftlichen und militärischen Aspekten auf globaler Ebene berücksichtigte. Das Planspiel sollte das theoretische Wissen durch die Erfahrung des Handelns in komplexen und dynamischen Situationen ergänzen. Dafür wurde er 2001 mit dem Karl-Carstens-Preis der Bundesakademie für Sicherheitspolitik (Bonn, Deutschland) ausgezeichnet.
In seiner Studie „Krise unter dem Kreuz des Südens: Die Pazifische Inselregion und die internationale Sicherheit“ (1991) ging Leidhold der Frage nach, wie sich die Sicherheitsbeziehungen zwischen den kleinen pazifischen Inselstaaten und ihren größeren Nachbarn an der Peripherie, wie Australien, Neuseeland, aber auch den USA, China, Japan und der ehemaligen Sowjetunion, entwickeln. Neben strukturellen Faktoren wie politischen Systemen, Geographie, Wirtschaft und politischen Bündnissen thematisierte er auch die Erfahrung, da kleine Inselstaaten ihre Sicherheitslage ganz anders einschätzen als Großmächte und große Flächenstaaten.

### Erfahrungsbegriff

#### Dimensionen der Erfahrung
Das Studium der Erfahrung wurde zum Schwerpunkt von Leidholds Forschungen und Veröffentlichungen. Ausgangspunkt für sein Interesse daran war seine Beschäftigung mit dem schottischen Philosophen Francis Hutcheson (1694–1746). Hutcheson wollte wie John Locke die Ethik auf Erfahrung gründen, hielt aber die seit Aristoteles klassische empiristische Formel für untauglich. Diese Formel besagte: Aus den Sinnen entsteht die Erinnerung, und aus vielen Erinnerungen entsteht die Erfahrung. Locke hielt die sinnliche Erfahrung von Lust und Schmerz für entscheidend. Hutcheson stellte fest, dass viele moralisch gute Handlungen schmerzhaft sind, etwa wenn man sein Leben riskiert, um jemanden vor dem Ertrinken in eisigem Wasser zu retten. Daher behauptete er, dass moralische Vorstellungen aus einer eigenen Erfahrungsdimension hervorgehen, die seiner Meinung nach auf einem bestimmten Sinn beruht, den er moralischen Sinn nannte. In seinem letzten Buch, System of Moral Philosophy, zählte er mehr als ein Dutzend Sinne auf (Buch I, Kap. II), darunter einen Sinn für Schönheit sowie einen inneren Sinn für Selbsterkenntnis und Reflexion. Hutcheson schlug also eine mehrdimensionale Struktur der Erfahrung vor. Zusätzlich zu seiner Dissertation über „Ethik und Politik bei Francis Hutcheson“ (1982) hat Leidhold eine kritische Ausgabe (einschließlich einer Einleitung) von Hutchesons „Inquriy“ veröffentlicht.

#### Struktur der Erfahrung
Während Hutcheson betonte, dass eine monistische Konzeption der Erfahrung die Entwicklung unserer Ideen und Begriffe nicht angemessen erklären könne, blieb der Begriff der Erfahrung selbst außerhalb seiner kritischen Untersuchungen – ein Defizit, das im Übrigen die gesamte Ideengeschichte kennzeichnet. Diesen Befund bestätigte der deutsche Philosoph Hans-Georg Gadamer, der feststellte: „So paradox es auch erscheinen mag, der Begriff der Erfahrung scheint mir einer der obskursten zu sein, die wir haben“. Daher wurde die Erforschung der Natur der Erfahrung Leidholds nächstes Projekt. Die Ergebnisse veröffentlichte er zunächst in einer Reihe von Aufsätzen und dann in einer Monographie über „Politische Philosophie“.
Dort schlägt er vor, Erfahrung als „bewusste Partizipation“ an der Realität zu definieren. Da es verschiedene Arten der Partizipation gibt, gibt es auch verschiedene Dimensionen der Erfahrung. Alle Dimensionen haben ein gemeinsames Merkmal: Die Partizipation wird zur Erfahrung, wenn wir uns ihrer bewusst werden. Das Ergebnis dieser Analyse war eine Typologie der Erfahrung, die folgende Bereiche umfasst: Sinneswahrnehmung, Phantasie und Kreativität, Spiritualität und Kontemplation, Selbstreflexion und Bewusstsein. Im weiteren Verlauf des Buches zeigt Leidhold, wie diese Erfahrungstheorie unser Verständnis von Bewusstsein und Religion, von Metaphysik (insbesondere von Zeit), von Anthropologie und auch von politischer Realität beeinflusst.
In seinem nächsten Buch über „Die Logik der religiösen Erfahrung“ konzentriert sich Leidhold auf die religiöse Dimension, indem er zunächst die spirituelle Erfahrung systematisch analysiert und sie dann aus einer interkulturellen und historischen Perspektive betrachtet.
Indem er seine Erfahrungstheorie auf die Religion und ihre spirituellen Grundlagen anwendet, zeigt er, wie sich die spirituelle Erfahrung im Laufe der Menschheitsgeschichte und in einer Reihe von östlichen und westlichen Kulturen entwickelt hat. Dabei zeigt sich, dass sich die Art und Weise, wie Menschen mit der religiösen Dimension der Wirklichkeit in Berührung kommen, d. h. die Struktur der spirituellen Erfahrung, mehrfach verändert hat und dass die Elemente ihrer Struktur erst nach und nach ans Licht kamen. Die voll ausdifferenzierte Konzeption religiöser Erfahrung ist schließlich in der Zeit zwischen 800 und 200 v. Chr. zu verorten, also in einer Epoche, die Karl Jaspers (1883–1969) als „Achsenzeitalter“ bezeichnete. Jaspers gab jedoch keine Gründe an, was diese Errungenschaften des Achsenzeitalters auslöste, und selbst seine Nachfolger wie Shmuel N. Eisenstadt (1923–2010) und Robert Bellah (1927–2013) sprachen von einem „Rätsel“.

#### Die Dynamik der Erfahrung
Leidholds Untersuchung der Geschichte der spirituellen Erfahrung zeigt, dass die Innovationen der Achsenzeitalter-Ideen aus Veränderungen in der Erfahrungsstruktur resultieren. Auf der Grundlage der Entdeckung des historischen Wandels in der Struktur der spirituellen Erfahrung schlägt er vor, dass alle Dimensionen der Erfahrung jeweils ihre eigene Evolutionsgeschichte haben. Wie die Überprüfung des historischen Materials zeigte, beginnt die Evolution der Erfahrung im Paläolithikum und reicht bis in unsere Gegenwart.
Das Ergebnis ist ein Paradigmenwechsel: Die Struktur der menschlichen Erfahrung ist keine universelle Konstante, sondern verändert sich im Laufe der Zeit. Wie Leidhold in seinem Buch über „The History of Experience, A Study in Experiential Turns and Cultural Dynamics from the Paleolithic to the Present Day“ zeigt, gibt es insgesamt neun Erfahrungswenden. Die ersten drei Wenden fanden in der Frühgeschichte statt: der Übergang von der unbewussten Informationsverarbeitung zur bewussten Wahrnehmung, die Entfaltung der bewussten Vorstellungskraft und die Entdeckung eines Ordnungssinns. Drei weitere Dimensionen entstanden in der Bronzezeit und in der Antike: Selbstreflexion, das Innere Auge der Vernunft und ein expliziter Zugang zu spiritueller Erfahrung. In der Zeit der Renaissance und der Moderne kamen drei weitere Dimensionen hinzu: die kreativeVorstellungskraft, das Bewusstsein und das Unbewusste.
Alle neun Transformationen entwickeln sich allmählich und durchlaufen immer die gleiche Sequenz, die aus vier Phasen besteht. Diese vier Phasen sind:
- Die Inkubationsphase, in der sich Pioniere einer neuen Dimension der Erfahrung bewusst werden
- Die Phase der Artikulation, in der die neue Dimension explizit identifiziert wird
- Die Phase der methodischen Praxis, in der Methoden entwickelt werden, um die neue Dimension für andere Menschen zugänglich zu machen
- Die Phase der Institutionalisierung, in der die neue Dimension zu einem festen Bestandteil einer Kultur wird.[21]

Dementsprechend gibt es nicht eine einzige Achse, sondern neun axiale Transformationen im Verlauf der menschlichen Geschichte. Das Grundmuster der kulturellen Evolution und die Ordnung der Geschichte ergeben sich beide aus diesen neun erfahrungsbedingten Transformationen. Die kulturübergreifende und historische Analyse zeigt, wie die variable Mischung von Erfahrungsdimensionen den spezifischen Charakter jeder Kultur bestimmt.
Die neun Erfahrungskurven wirken sich auf alle Bereiche der menschlichen Existenz aus: auf den Verlauf des individuellen Lebens und der menschlichen Geschichte im Allgemeinen, auf die Dynamik der Kultur sowie auf die Entwicklung der politischen Ordnung. So war es beispielsweise nur durch den bewussten Einsatz einer lebendigen Vorstellungskraft möglich, dass der Mensch seit dem Jungpaläolithikum Kunst schaffen konnte.

#### Die neun Erfahrungswenden

##### Von der Informationsverarbeitung zur bewussten Wahrnehmung (1)
Die erste Wende in der Erfahrung war die Wende zur expliziten oder bewussten Wahrnehmung. Sie entstand in der tiefen Geschichte, in der Altsteinzeit oder dem Paläolithikum. Dies war die Epoche der steinzeitlichen Kulturen vor dem Aufkommen der Neandertaler und des Homo sapiens. Für das Überleben von Lebewesen ist die Informationsverarbeitung notwendige Voraussetzung: Sie reagieren auf Sinneseindrücke nach einem Reiz-Reaktions-Schema. Das Schema funktioniert als implizite Informationsverarbeitung, ein Prozess, der ohne explizite, bewusste Wahrnehmung abläuft. Der Prozess wird biologisch vererbt und manchmal durch Lernen weiter verbessert.
Wenn das Bewusstsein eingreift, wird diese Abfolge unterbrochen, d. h. entkoppelt. Die Entkopplung schafft eine Pause, die die Abfolge von Stimulus und Reaktion unterbricht. Mit dieser neuen Abfolge gehen wir von der Wahrnehmung über das Bewusstwerden zu einer anschließenden Reaktion über. Das Bewusstsein ist aber auch eine Art Suchscheinwerfer, der es den Subjekten ermöglicht, ihren Blick auf Dinge außerhalb der unmittelbaren Reizsituation zu richten. Dies markiert den Übergang von der biologischen zur kulturellen Evolution. Dieser Übergang wird nachvollziehbar, wenn die bewusste Praxis der Werkzeugherstellung dem Gebrauch von Werkzeugen vorausgeht.

##### Imagination: Vom impliziten Gedächtnis zum expliziten Erinnern und der symbolischen Praxis (2)
Während das implizite Gedächtnis eine natürliche Fähigkeit ist, die in der Biosphäre weit verbreitet ist, ist das explizite Gedächtnis bzw. die Vorstellungskraft eine kulturelle Errungenschaft und eine neue Erfahrung. Das implizite Gedächtnis ermöglicht es beispielsweise einem Tier, instinktiv den Weg zur Wasserstelle zu finden. Das explizite Gedächtnis ermöglicht es, sich den Weg zur Wasserstelle vorzustellen, bevor man sich dorthin begibt. Auch hier ist die Intervention des Bewusstseins entscheidend. Auch hier kommt es zu einer Entkopplung: Die Erinnerung an einen Weg erscheint im Lichte des Bewusstseins, so dass wir entscheiden, ob wir diesen Weg gehen wollen oder lieber einen anderen.
Durch die Umwandlung des impliziten Gedächtnisses in ein explizites Gedächtnis erwarb der Mensch allmählich eine neue Fähigkeit. Die ersten Spuren einer effektiven Nutzung der Vorstellungskraft erscheinen im Jungpaläolithikum. Zu dieser Zeit begannen komplexe Werkzeuge eine vorausschauende Planung zu erfordern. Dieses Vorstellungsvermögen entwickelte sich spätestens mit dem Aufkommen der Feuersteintechnologie.
Bevor man Werkzeuge aus Feuerstein herstellen kann, muss man zunächst Feuerstein finden, ausgraben und für die Bearbeitung vorbereiten. Man muss sich überlegen, aus welchen Rohlingen man welche Art von Werkzeugen herstellen kann. Zwischen dem Wunsch, Werkzeuge zu benutzen, zum Beispiel bei der Jagd, und der Ausführung dieses Impulses gibt es einen Zwischenschritt: die bewusste Herstellung von Werkzeugen.
Irgendwann wurde diese Fähigkeit nicht mehr nur zur Herstellung von Werkzeugen genutzt. Nun begannen die Menschen, symbolische Artefakte und Kunstwerke herzustellen. Während Werkzeuge auf Dinge wirken, wirken Symbole auf die Vorstellungskraft. Diese neue symbolische Praxis begann mit dem Homo erectus und dem Homo Heidelbergensis. Sie erreichte ihren Höhepunkt in der Kunst des Homo sapiens.
Diese Entwicklung lässt sich anhand von symbolischen Artefakten und Kunstwerken nachvollziehen. Ähnlich wie bei der Herstellung von Werkzeugen bildeten sich spezielle Methoden und Institutionen heraus, um diesen Prozess zu organisieren. Die paläolithischen Höhlenmalereien sind ein hervorragendes Beispiel für diesen Prozess.

##### Ein Sinn für Ordnung: Die Erfahrung der Partizipation und der kosmologische Mythos (3)
Die erste symbolische Kultur beschränkte sich auf die episodische Darstellung. Die dritte Transformation fügte die neue Erfahrung der Partizipation an den Elementen des Kosmos hinzu. In dieser Phase entstand der Sinn für Ordnung.
Die paläolithische Erfahrung der Umwelt und ihr künstlerischer Ausdruck sind im Wesentlichen episodisch. Die Höhlenmalereien stellen einzelne Situationen dar, aber sie bilden keine narrative Abfolge und folgen keinem gemeinsamen Muster. In der dritten Phase der Erfahrung fügt der Ordnungssinn eine kosmologische Syntax hinzu, die die bis dahin isolierten Episoden zu einer kohärenten Erzählung verbindet, die später als Mythos bezeichnet wird.
Dieser Wandel fand etwa zu Beginn des Mesolithikums (ca. 10.000 v. Chr.) statt. Seitdem begannen die Menschen, sich als Teil eines umfassenden Ganzen, des Kosmos, zu sehen. Entsprechend waren methodisch errichtete Siedlungen, symbolisch gestaltete Architektur und situativ komponierte Kunstwerke die ersten Zeugnisse dieser neuen Erfahrung. Durch den Ordnungssinn wurde das regelmäßige Verhältnis der Teile zum beherrschenden Prinzip: das kosmologische System des Seins.
Peripherie und Zentrum, Kreis und Himmelsrichtungen, Kalender und kosmologischer Mythos sind die dominierenden symbolischen Formen des kosmologischen Systems. Seit dem Aufkommen der Schrift in der Bronzezeit haben Texte das Archiv der symbolischen Artefakte ergänzt. Von nun an können die Erfahrungen und Ideen dieser Zeit durch zeitgenössische Texte verstanden werden.
Der naturgegebene Zeitrhythmus wird in Geschichte umgewandelt, die in der Regel nach dem Prinzip der Genealogie geordnet ist. Die Städte werden zum Zentrum des Lebens. Schließlich wird das gemeinsame Leben neu geordnet, zum Beispiel durch feste Hierarchien, erbliche Positionen und institutionalisierte Eigentumsverhältnisse.

##### Die Hinwendung zur Selbstreflexion (4)
Die vierte erfahrungsbezogene Wende war die Entdeckung der Selbstreflexion. Während der Mythos anonym sprach, fügt die reflexive Wende die neue Erfahrung des individuellen Selbst hinzu.
Der Prophet Zarathustra war der erste, der diese neue Erfahrung explizit zum Ausdruck brachte. Mit der Selbstreflexion wendet sich der Fokus des Bewusstseins explizit von außen nach innen, zum Selbst. Im Mittelpunkt des neuen Paradigmas standen die Methode der Selbstbeobachtung und des verantwortlichen Handelns, die Konzepte der Wahrheit, der Wahrhaftigkeit und des freien Willens. In seinen Schriften, den Gathas, beschrieb Zarathustra nicht nur Methoden, um seinem Paradigma zu folgen. Es gelang ihm auch, seine Lehren und Methoden zu institutionalisieren. Die Propheten Israels folgten seinem Beispiel.
Mit der reflexiven Wende änderte sich auch das Selbstverständnis des Menschen: Der Typus der autoritativen Persönlichkeit entstand. Zum ersten Mal wird der Mensch damit zum aktiven Partner im Geschichtsprozess. Neben den Propheten, dem ägyptischen Pharao Echnaton, Buddha und den Lehrern der Upanishaden repräsentieren auch die Philosophen Griechenlands und Chinas den neuen Persönlichkeitstypus. Die Verbreitung der Wahrheit wurde zum Hauptmotiv des religiösen Handelns, und die Ausweitung der Macht wurde zur Hauptaufgabe der politischen Praxis. Das expansive Reich, wie Persien im Zeitalter von Darius dem Großen, und seine imperiale Ideologie waren die politische Entsprechung der prophetischen Botschaft.

##### Die Noëtische Wende oder die Entdeckung der Vernunft (5)
Die fünfte Dimension der Erfahrung entwickelte sich in der griechischen Antike, aber auch in Indien und China. In dieser Phase wurde die Vernunft als geistiges Vermögen entdeckt wurde, das alle anderen Formen der Erfahrung überwacht. Da der griechische Begriff für Vernunft „nous“ lautet, nennt Leidhold diesen Umbruch die noëtische Wende. Mit dieser Wende verlagerte sich der Ursprung des Wissens von den göttlichen Quellen des Mythos auf die menschliche Seite. Diese Verschiebung wird gewöhnlich als „Übergang vom Mythos zum Logos“ bezeichnet. Der Übergang vollzog sich schrittweise, beginnend mit Solon, fortgesetzt von den Vorsokratikern und vollendet von den Sophisten.
Die Sophisten waren die eigentlichen Begründer des rationalen Denkens, da sie dessen charakteristische Methoden – wie Grammatik, Logik, Rhetorik und öffentliche Bildung – entwickelten und in ganz Griechenland verbreiteten. Die Bewegung erreichte ihren Höhepunkt mit der Synthese von Platon. In seiner Politeia, dem Buch über den Stadtstaat und den Begriff der Gerechtigkeit, analysierte Platon die noëtische Wende in seinem Höhlengleichnis und bezeichnete sie als „periagogé“, als „Umwendung“.
Die noëtische Wende schuf auch ein einzigartiges Modell des öffentlichen Lebens. Dieses Modell ist eng mit dem Stadtstaat, der griechischen Polis, verbunden. Im Wesentlichen bedeutet die politische Lebensweise: Ersetzen der ewigen Wahrheiten der heiligen Mythen durch fehlbare Meinungen, die auf gemeinsamen methodischen Praktiken beruhen. So hat die politische Kultur den primären Konsens, der auf dem Glauben an göttlich gestiftetes Wissen beruht, durch einen sekundären Konsens ersetzt, der auf der Zustimmung zu den Methoden des rationalen Diskurses beruht. Ähnliche Entwicklungen vollziehen sich zur gleichen Zeit in China und Indien.

##### Die Spirituelle Erfahrung (6)
Die Erforschung der besonderen Art von Erfahrung, die den Religionen zugrunde liegt, führte Leidhold zur sechsten Wende, der Wende zur spirituellen Erfahrung. Religiöse Symbole lassen sich zwar bis in die Altsteinzeit zurückverfolgen, doch die Erfahrung, die sie darstellen, rückte erst in der Antike in den Mittelpunkt. Der neue Fokus ergab sich aus der Entdeckung des Geistes, der zum Schlüsselmedium der religiösen oder spirituellen Erfahrung im eigentlichen Sinne wurde.
Im Paläolithikum erscheint das Transzendente, z. B. in Gräbern oder in theriomorphen Figuren, als das Jenseits in unmittelbarer Nähe zur Welt der Lebenden. In kosmologischen Kulturen residieren die Götter und Dämonen in extremer Ferne. Mit der prophetischen Erfahrung wurde dieser „deus distans“, der ferne Gott, zu einem „deus absconditus“, einem verborgenen Gott. Mit der noëtischen Wende wurde deutlich, dass die Transzendenz keine räumliche Dimension, sondern eine spezifische Form der Wirklichkeit ist, die als Geist bezeichnet wird.
Ältere Versuche, mit der Transzendenz zu kommunizieren, reichten von der Ekstase bis zur prophetischen Offenbarung. Zur Bewahrung der spirituellen Errungenschaften wurden spezielle Institutionen gebildet. Zunächst waren es Schamanen, die als religiöse Spezialisten auftraten, dann ganze Klassen wie Priester und Orden. Schließlich etablierte die spirituelle Wende die Meditation als Schlüsselmethode in Ost und West. Da jeder Meditation erlernen konnte, war diese Methode für alle Menschen zugänglich.
So wurde die Bevölkerung als Ganzes Teil von religiösen Institutionen, etwa in einer Kirche. Parallel dazu wurde die spirituelle Erfahrung in eine Doktrin umgewandelt. Dies führte zu einer sekundären Form: der Religion als Institution und Dogma. Diese Entwicklung ist jedoch ambivalent, da sich der Schwerpunkt von der spirituellen Erfahrung zu Konflikten um Orthodoxie und Macht verlagert.

##### Kreativität und die Signatur der Moderne (7)
In der siebten Transformation geht es um die menschliche Fähigkeit, Innovationen zu schaffen. Seit dem Paläolithikum sind die Menschen innovativ. Doch bis zum Hochmittelalter galt die Kreativität als ausschließliches Privileg der Gottheit. Das änderte sich in der siebten Phase.
Vereinzelte Vorläufer, wie die akkadische Priesterin Enheduanna oder der griechische Dichter Pindar, haben schon lange vermutet, dass auch der Mensch mit Kreativität ausgestattet sei. Die große Mehrheit glaubte jedoch, dass nicht nur die realen Elemente des Kosmos, sondern auch alle Ideen, Technologien und Institutionen als ewige Schöpfungen seit Anbeginn der Zeit existierten. Die Götter gaben die „neuen“ Ideen, Technologien und Institutionen dann im Laufe der Geschichte nach und nach an die Menschen weiter.
Schließlich hörten die allgemeinen Ideen jedoch auf, als ewige Schöpfungen Gottes betrachtet zu werden, wie in der platonischen und theologischen Tradition der via antiqua, und wurden zu menschlichen Produkten. Etwa seit Abaelard vertrat die Theologie die Auffassung, dass Gott die Welt aus dem Nichts und ohne die Vermittlung von Ideen geschaffen hat. Folglich waren die Ideen keine ewigen Wirklichkeiten mehr, sondern nur noch Namen (lateinisch: „nomen“) für menschliche Erfindungen. Daher wird dieser Ansatz auch als „Nominalismus“ bezeichnet (siehe auch: das Universalienproblem). Um die Erfindung von Ideen zu erklären, gestand der Nominalismus dem Menschen also erstmals die göttliche Gabe der Kreativität zu. Richard von St. Viktor (ca. 1110–1173) war der erste, der eine Theorie der menschlichen Kreativität aufstellte.
Nach und nach wurde seine Theorie populär. Seit der Renaissance erfasste ein universeller Kult der Kreativität und Innovation alle Lebensbereiche in Westeuropa, von den Künsten und Wissenschaften über die Technik und Wirtschaft bis hin zur Politik und Mode. Der Kult der Kreativität ist das Markenzeichen der Moderne. Mit Machiavelli und den Vertragstheoretikern öffnete er die politischen Ideen für den Wind der Veränderung. Als die Idee der Innovation in die politische Praxis umgesetzt wurde, entstanden zwei neue Handlungsmuster: Reform und Revolution. Deshalb sind moderne Gesellschaften im Gegensatz zu traditionellen Gesellschaften ständig im Wandel begriffen.

##### Die Entdeckung des Bewusstseins (8)
Die achte Transformation dreht sich um ein zentrales Konzept der Erfahrung selbst: das Konzept des Bewusstseins. In der Geschichte der Erfahrung haben zwei Pioniere die Entdeckung des Bewusstseins vollbracht: Buddha und Descartes. Das neue Konzept von Descartes leitete eine radikale Neuorientierung des philosophischen Denkens ein. Erkenntnistheorie und Bewusstseinsphilosophie ersetzten nun Metaphysik und Ontologie als grundlegende Disziplinen. Die kartesianische Revolution verbreitete sich rasch in ganz Europa und hatte weitreichende Folgen.
Buddha analysierte das Bewusstsein, um sein Projekt der Befreiung vom Leiden zu verwirklichen. Zwei Jahrtausende später ging es Descartes zunächst darum, eine zuverlässige Methode für die wissenschaftliche Forschung zu finden. Er entdeckte die „res cogitans“, das „denkende Ding“, als unerschütterliche Grundlage für dieses Projekt und identifizierte das Bewusstsein als das Wesen der res cogitans. Aus dem Bewusstsein entwickelte John Locke sein Konzept der persönlichen Identität: Die individuelle Identität basiert auf dem biographischen Kontext der persönlichen Erfahrung. Montesquieu und Voltaire erweiterten dieses Konzept auf die kollektive Identität von Nationen und Kulturen. Die kollektive Identität basiert demnach auf den gemeinsamen historischen Erfahrungen kleinerer oder größerer Gruppen.
Das Primat der Methodik setzte sich auch im modernen Konzept der politischen Ordnung durch. Die Verfassung als Regelwerk wurde zum Inbegriff aller politischen Methode. Sie ersetzte den onto-theologischen Konsens über die göttliche Ordnung der Macht, das heilige Recht und die ererbten Privilegien. Das moderne Konzept der republikanischen Ordnung beruht auf dem sekundären Konsens über die Verfassung.

##### Die Dimension des Unbewussten (9)
Die neunte Transformation entwickelt sich in unmittelbarem Anschluss an die achte und ist die Entdeckung des Unbewussten. Das Unbewusste erscheint zunächst als dunkles Reservoir jenseits des Bewusstseins, als eine Art innere Transzendenz, aus der bewusste Erfahrung aufsteigt. Während diese Dimension seit langem im Buddhismus und Hinduismus beheimatet ist, wurde sie in der westlichen Erfahrungskultur erst seit dem 18. und 19. Jahrhundert zum Thema.
Die Aufklärung betrachtete den Geist als ein transparentes Terrain. Leibniz bezweifelte jedoch, dass uns alle Wahrnehmungen dauerhaft bewusst sind. Immer mehr Philosophen wie Hume, Wolff und Platner teilten seine Vorbehalte. Baumgarten war der erste, der dem Unbewussten einen bestimmten Platz in der Psyche zuwies. Er nannte es den „Grund der Seele“. Seine Idee fand schnell Anklang.
Zunächst hielten führende Theoretiker wie Kant, Fichte, Schelling und Hegel das Unbewusste nur für eine Zwischenstufe auf dem Weg zur bewussten Reflexion. Schließlich erkannte Schopenhauer, dass es sich um eine originäre Dimension handelt. Damit schuf er die erste Theorie des Unbewussten. In der zweiten Hälfte des 19. Jahrhunderts war das Unbewusste eine populäre Idee, die vor allem von Maine de Biran, Eduard von Hartmann und Nietzsche verbreitet wurde.
Sigmund Freud war jedoch der erste, der von der Theorie zur Methode überging. Seine Methode ist unter dem Namen Psychoanalyse bekannt. Carl Gustav Jung erweiterte das Feld um die Archetypen und das kollektive Unbewusste. Politische Umsetzungen entstanden in Form von Massenpsychologie, Werbung, Propaganda und Public Relations. Diese wiederum haben neue theoretische Ansätze angeregt, die insbesondere von Pareto, Lasswell, Schumpeter und der Kritischen Theorie der Frankfurter Schule entwickelt wurden.

##### Kommen noch mehr Ehrfahrungswenden? (10)
Am Ende seiner Studie fragt Leidhold: War die Entdeckung des Unbewussten auch die letzte mögliche Transformation? Ist die Geschichte der Erfahrung zu Ende? Seine Antwort lautet: Es gibt keinen Grund, dies anzunehmen. Allerdings ist die weitere Entwicklung noch ungewiss. Dennoch gibt es einige Spekulationen zu diesem Thema.
Schon die Stoiker glaubten, dass der gesamte Kosmos ein bewusstes Lebewesen ist, das von einem „Geist“ namens „Pneuma“ durchdrungen ist – ein Gedanke, wie er in ähnlicher Form aktuell von Brian Swimme vertreten wird. Teilhard des Chardin hoffte, dass der menschliche Geist mit diesem kosmischen Pneuma in Berührung kommen könnte. Karl Gustav Jung und Wolfgang Pauli arbeiteten ihr Leben lang gemeinsam an dem auffälligen Phänomen der Synchronizität. Jung verwendete diesen Begriff, um zwei (oder mehr) zeitlich korrelierte Ereignisse zu beschreiben, die nicht durch eine kausale Beziehung miteinander verbunden sind – etwa wenn zwei Menschen zur gleichen Zeit aneinander denken und sich dann synchron anrufen. Eine der Ideen von Jung und Pauli war, dass diese Verbindung auf einer Quantenverschränkung beruhen könnte. Auch andere Forscher haben sich mit der Rolle der Quantenphysik beschäftigt. Seit den 1960er Jahren und den Hypothesen von Eugene Wigner kam die Idee auf, dass das menschliche Gehirn und insbesondere das mysteriöse Phänomen des Bewusstseins auf quantenmechanischen Prinzipien beruhen. Physiker und Mediziner wie David Bohm, Richard Penrose und Stuart Hameroff haben diese Quantentheorie des Bewusstseins weiterentwickelt. Bislang gibt es weder einen Konsens über künftige Entwicklungen, noch ist eines der genannten Projekte unumstritten.

### Ökologie, Erfahrung und Ethos
In seinen aktuellen Projekten untersucht Leidhold die Beziehung zwischen Ökologie und Erfahrung sowie die Entwicklung eines ökologischen Ethos. Dabei geht es um die Frage, wie die Evolution der Erfahrung das ökologische Bewusstsein verändert. Wenn sich die Struktur der Erfahrung verändert, ändert sich auch die Art und Weise, wie Menschen sich selbst in ihrer Welt wahrnehmen. Es entstehen neue Institutionen und Kulturen, und mit ihnen wandeln sich die Beziehungen zwischen Menschen und Umwelt. Diese Beziehungen hängen nicht nur von der materiellen Komponente der Kultur (sprich: Technik, Wirtschaft) ab, sondern auch von ihrer geistigen Komponente, dem Ethos. Das Ethos bezeichnet zum einen den Ort, an dem ein Lebewesen (Mensch, Tier, Pflanze) gewöhnlich lebt, also seinen „Oikos“. Es bedeutet zum anderen auch die geistige Haltung, die seine Aktivitäten hier in seinem Oikos inspiriert. Die geistige Haltung ist ein Ensemble von Werten, Normen und Regeln, Mythos und Geschichte, Ethik und Moral, philosophischen, religiösen und politischen Ideen und Ideologien. Das Ethos bestimmt nicht nur das Verhältnis zur menschlichen Lebenswelt, sondern auch das zum gesamten Kosmos, zur planetarischen Biosphäre und zur transhumanen Noosphäre. Trotz aller Unterschiede in politischer, wirtschaftlicher und technologischer Hinsicht wurden die Kulturen von der Ära der prophetischen Religionen bis zur Neuzeit von einem anthropozentrischen Ethos beherrscht. Diese Dominanz definiert die Epoche des Anthropozäns. Leidhold weist deshalb darauf hin, dass eine nachhaltige Antwort auf die ökologischen Herausforderungen unserer Zeit nur gelingen kann, wenn ein transhumanes ökologisches Ethos das gegenwärtige anthropozentrische Ethos ablöst.

## Sonstige Aktivitäten
- 1981 ff: Entwicklung der Planspiele SINTAKTIKON und POL&IS
- 1986–1996: Gründung und Leitung der „Forschungsgruppe Simulationen – FOGS e. V.“ (zusammen mit Claudia Floritz, Jörg Hahn, Thomas Sommer und Wolfgang Zauner)
- 1997–2001: Initiator und Sprecher des Projektes Virtuelle Universitätssysteme – VIRTUS, gefördert von den Stiftungen Bertelsmann und Nixdorf, sowie unterstützt vom Land NRW und von privaten Sponsoren
- 1997–2011: Entwicklung der online-Plattform für Lehre und wissenschaftliches Arbeiten ILIAS
- 1998–2000: Mitglied im “Expertenkreis Hochschulentwicklung durch neue Medien” der Bertelsmanns-Stiftung
- 1999–2000: Beratungstätigkeit für den Expertenrat zur Evaluation der Universitäten in Nordrhein-Westfalen
- 2001–2004: Initiator und Konsortialführer des bundesweiten Projektes Politikwissenschaft Online (PolitikON) in Zusammenarbeit mit der Deutschen Vereinigung für Politische Wissenschaft
- 2001–2005: Mitglied der Kommission „Neue Medien und Wissenstransfer“ der Hochschulrektorenkonferenz
- 2001–2008: Projektleitung diverser Projekte wie JOIN!, SHARE, OpenDock, BAZAAR, evoLearn, gefördert von der Europäischen Union
- 2007–2011: Projektleitung bzw. -beteiligung an diversen Projekten wie Biotechnologie im Wertewandel (Diskurs ELSA), Unirep-Online, Demo-Credit (XENOS-Projektreihe), * gefördert auf Bundes- bzw. Landesebene
- seit 2011: Initiator und Leiter des Kooperationsnetzwerks Global Theory Network
- seit 2013: Projektleiter des Projekts Modern Art and the Political Discourse in Zusammenarbeit mit der Boris Lurie Art Foundation, New York

## Rezeption und Wirkung
Leidholds internationale Rezeption dokumentiert eine Festschrift zu seinen Ehren, die im Jahre 2021 unter dem Titel „Experience - Implikationen für Mensch, Gesellschaft und Politik“ erschien. Seine Studie „The History of Experience“ besprach Melissa Lane (Princeton) als “bold, creative, and thought-provoking work” und Michael Allen Gillespie (Duke University) nannte es „a masterpiece“. Weithin rezipiert wurden Leidholds Publikationen zu Francis Hutcheson, insbesondere seine kritische Edition von und Einleitung zu dessen „Inquiry into the Original of Our Ideas of Beauty and Virtue“, die nach den Statistiken von Researchgate zu den Top 1 % der dort gelisteten wissenschaftlichen Buchpublikationen zählt. Diverse positive Besprechungen erschienen zu seinen Büchern „Politische Philosophie“ und „Gottes Gegenwart“. Die von Leidhold entworfene und initiierte Lernplattform ILIAS ist seit mehr als 25 Jahren international an zahlreichen Hochschulen, Akademien und Weiterbildungseinrichtungen im Einsatz und wird zunehmend auch in Unternehmen und Verwaltungsorganisationen für Trainings- und Weiterbildungsmaßnahmen eingesetzt.

## Bibliographie

### Monographien
- The History of Experience: A Study in Experiential Turns and Cultural Dynamics from the Paleolithic to the Present Day. Routledge 2022, ISBN 1-003-30032-4.
- Gottes Gegenwart, Zur Logik der religiösen Erfahrung. Darmstadt 2008, ISBN 978-3-534-21046-6.
- Francis Hutcheson, An Inquiry into the Original of Our Ideas of Beauty and Virtue in two treatises. Hrsg. und eingeleitet von Wolfgang Leidhold, 2. rev. Auflage, Indianapolis, In. 2008, ISBN 978-0-86597-774-7.
- Demokratie – Chancen und Herausforderungen im 21. Jahrhundert. Wolfgang Leidhold, André Kaiser (Hrsg.), Münster (u. a.) 2005, ISBN 3-8258-8001-X.
- Politische Philosophie. 2. verb. Aufl., Würzburg 2003, ISBN 3-8260-2755-8.
- Krise unter dem Kreuz des Südens, Die Pazifische Inselregion und die internationale Sicherheit. Internationale Politik und Sicherheit, Bd. 27, Baden-Baden 1991, ISBN 3-7890-2298-5.
- Ethik und Politik bei Francis Hutcheson. Praktische Philosophie, Bd. 21, Freiburg 1985, ISBN 3-495-47558-3.

### Aufsätze und Beiträge
- History and Experience, in: S. Fink, R. Rollinger, Hrsg., Oswald Spenglers Kulturmorphologie. Eine multiperspektivische Annäherung, Wiesbaden 2018, S. 489–521.
- Architektur als symbolische Form, in: (Un)Möglich! – Künstler als Architekten, Herford 2015, S. 76–77.
- Wege und Abwege in die transparente Gesellschaft, Von der Geschichte und Gegenwart der digitalen Kultur, in: Die politische Meinung, Sankt Augustin 2014 (526), S. 12–18.
- Towards a History of Experience, the Changing Structure of Conscious Participation, APSA 2012.
- The Noetic Turn: from Zarathustra to the Wisdom of Salomon, APSA 2011.
- Demokratie, Religion, Erfahrung. In: Elke-Vera Kotowski, Reinhard Sonnenschmidt (Hrsg.): Grenzgänge zwischen Politik und Religion. München 2009, S. 13–32.
- Alles fließt, Zur Metaphysik des Werdens, Heraklit versus Parmenides, in: Jörg Martin (Hrsg.), Welt im Fluss, Fallstudien zum Modell der Homöostase, Stuttgart 2008, S. 43–56.
- Wahrheit und Entscheidung, in: Petra Huse, Ingmar Dette (Hrsg.), Abenteuer des Geistes – Dimensionen des Politischen, Festschrift für Walter Rotholz, Baden-Baden 2008, S. 303–311.
- Rationality – What Else? in: Marcel van Ackeren, Orrin Finn Summerrell (Hrsg.), The Political Identity of the West, Platonism in the Dialogue of Cultures, Frankfurt am Main (u. a.) 2006, S. 189–199.
- Vernunft, Erfahrung, Religion, Anmerkungen zu John Lockes’ Reasonableness of Christianity, in: Lothar Kreimendahl (Hrsg.), Aufklärung, Interdisziplinäres Jahrbuch zur Erforschung des 18. Jahrhunderts und seiner Wirkungsgeschichte Band 18, Hamburg 2006, S. 159–178.
- Mythos und Logos, in: Marcel van Ackeren, Jörn Müller (Hrsg.), Antike Philosophie verstehen, Understanding Ancient Philosophy, Darmstadt 2006, S. 72–86.
- Aristoteles (384–322 v. Chr.), in: Wilhelm Bleek, Hans J. Lietzmann (Hrsg.), Klassiker der Politikwissenschaft, Von Aristoteles bis David Easton, München 2005, S. 19–32.
- John Balguy, in: Helmut Holzhey, Vilem Mudroch (Hrsg.), Großbritannien, Nordamerika, Niederlande, Die Philosophie des 18. Jahrhunderts, Bd. 1, Basel 2004, S. 142–144.
- Joseph Butler, in: Helmut Holzhey, Vilem Mudroch (Hrsg.), Großbritannien, Nordamerika, Niederlande, Die Philosophie des 18. Jahrhunderts, Bd. 1, Basel 2004, S. 153–163.
- Gerschom Carmichael, in: Helmut Holzhey, Vilem Mudroch (Hrsg.), Großbritannien, Nordamerika, Niederlande, Die Philosophie des 18. Jahrhunderts, Bd. 1, Basel 2004, S. 139–142.
- Francis Hutcheson, in: Helmut Holzhey, Vilem Mudroch (Hrsg.), Großbritannien, Nordamerika, Niederlande, Die Philosophie des 18. Jahrhunderts, Bd. 1, Basel 2004, S. 125–139.
- William Leechman, in: Helmut Holzhey, Vilem Mudroch (Hrsg.), Großbritannien, Nordamerika, Niederlande, Die Philosophie des 18. Jahrhunderts, Bd. 1, Basel 2004, S. 150–153.
- John Taylor, in: Helmut Holzhey, Vilem Mudroch (Hrsg.), Großbritannien, Nordamerika, Niederlande, Die Philosophie des 18. Jahrhunderts, Bd. 1, Basel 2004, S. 144–146.
- George Turnbull, in: Helmut Holzhey, Vilem Mudroch (Hrsg.), Großbritannien, Nordamerika, Niederlande, Die Philosophie des 18. Jahrhunderts, Bd. 1, Basel 2004, S. 146–150.
- Wissensgesellschaft, in: Karl-Rudolf Korte, Werner Weidenfeld (Hrsg.), Deutschland-TrendBuch, Fakten und Orientierungen, Opladen 2001, S. 429–460.
- Das kreative Projekt, Genealogie und Begriff, in: Harald Bluhm, Jürgen Gebhardt (Hrsg.), Konzepte politischen Handelns, Kreativität – Innovation – Praxen, Baden-Baden 2001, S. 51–72.
- Über die Zeit, in: Andreas Pigulla, Christine Moll-Murata, Iris Hasselberg (Hrsg.), Ostasien verstehen, Peter Weber-Schäfer zu Ehren, Festschrift aus Anlass seiner Emeritierung, München 2000, S. 201–216.
- Aristoteles, Politikwissenschaft und praktische Philosophie, in: Wolfgang Leidhold (Hrsg.), Politik und Politeia, Formen und Probleme politischer Ordnung, Festgabe für Jürgen Gebhardt zum 65. Geburtstag, Würzburg 2000, S. 423–444.
- Francis Hutcheson, in: Lothar Kreimendahl (Hrsg.), Philosophen des 18. Jahrhunderts, eine Einführung, Darmstadt 2000, S. 87–103.
- Tendenzen und Konzepte einer neuen Weltordnung – über Prinzipien und Komponenten globaler Ordnungsmodell, in: Politisches Denken, Jahrbuch 1997, Stuttgart (u. a.) 1997, S. 75–100.
- Die Neuentdeckung der Alten Welt, Machiavelli und die Analyse der internationalen Beziehungen, in: Der Staat 2 (1992), S. 187–204.
- Das amerikanische Parteiensystem zwischen Erosion und Erneuerung, Von der „Krise der amerikanischen Parteien“ zur Service-Partei, in: Zeitschrift für Politik 37 (1990), S. 361–374.
- Eric Voegelin, zus. mit Jürgen Gebhardt, in: Karl Graf Ballestrem u. Henning Ottmann (Hrsg.), Politische Philosophie des 20. Jahrhunderts, Oldenbourg 1990, S. 123–145.
- Historiengenesis – Politogenese, Zur Analyse von Entstehung, Ordnung und Selbst-interpretation politischer Ensemble, in: Peter Hampe (Bearb.), Symbol- und Ordnungsformen im Zivilisationsvergleich, Wissenschaftliches Symposion in Memoriam Eric Voegelin, Tutzing 1990, S. 59–92.